# Jan Erasmus Reyning
Jan Erasmus Reyning (Vlissingen, 1640 - Golf van Biskaje, 1697) was een Nederlandse piraat, kapitein en marineofficier.

## Biografie
Jan Erasmus Reyning werd geboren als zoon van een Deense zeeman en een Zeeuwse vrouw. In zijn jeugd (in ieder geval op tienjarige leeftijd) ging hij met zijn vader naar zee en hij startte later ook zelf een zeemanscarrière. Hij werd gevangengenomen tijdens de Tweede Engels-Nederlandse Oorlog (1665-1667) en diende later als een engagé (arbeider) op een Franse plantage op het eiland Hispaniola. Rond 1667 werd hij een boekanier in centraal Hispaniola en rond 1669 begon hij een carrière als piraat of filibuster.
Vermoedelijk heeft Reyning in de periode 1669-1672 gevochten als kaperskapitein onder Franse of Engelse dienst. Zijn partner hierin was een zekere Jelle Lecat (waarschijnlijk van Friese afkomst met de naam Jelle de Kat). Waarschijnlijk heeft Reyning samengewerkt met piraten als Roche Braziliano en Henry Morgan.
Volgens betrouwbare Spaanse documenten bood Reyning rond januari 1672 zijn diensten aan aan zijn voormalige Spaanse vijanden in Campeche. De Spanjaarden accepteerden zijn aanbod en Reyning nam catechisatielessen bij een katholieke priester. In 1673 veroverden Reyning, Lecat en de Ierse piraat Philip Fitzgerald meer dan 40 schepen in het gebied, meestal met campêchehout als lading. Later dat jaar, toen Reyning hoorde dat zijn thuisland, de Republiek, in oorlog was met Engeland en Frankrijk (in de Frans-Nederlandse Oorlog en de Derde Engels-Nederlandse Oorlog), voer hij naar de Nederlandse kolonie Curaçao. Hier ging hij onder Nederlandse vlag kapen en maakte hij zich tussen 1673 en 1675 populair bij de Curaçaose bevolking, die was afgesloten van het thuisland en daarom met tekorten kampte.
In 1691 liet Reyning zijn levensverhaal optekenen door de dokter van het slavendepot op Curaçao, David van der Sterre. Deze lijkt Reyning echter niet altijd goed geïnterpreteerd te hebben en de tekst bevat een aantal tegenstrijdigheden en historische onwaarheden bevat. Niettemin is dit document zeldzaam; weinig piraten lieten een dergelijk verhaal achter.
Op 2 februari 1697 stierf Reyning in een storm in de Golf van Biskaje.